# Во-ле-Музон
Во-ле-Музо́н (фр. Brévilly) — коммуна во Франции, находится в регионе Шампань — Арденны. Департамент коммуны — Арденны. Входит в состав кантона Музон. Округ коммуны — Седан.
Код INSEE коммуны — 08466.
Коммуна расположена приблизительно в 220 км к востоку от Парижа, в 95 км северо-восточнее Шалон-ан-Шампани, в 35 км к юго-востоку от Шарлевиль-Мезьера.

## Население
Население коммуны на 2008 год составляло 84 человека.
| 1962 | 1968 | 1975 | 1982 | 1990 | 1999 | 2008 |
| ---- | ---- | ---- | ---- | ---- | ---- | ---- |
| 116  | 130  | 106  | 90   | 81   | 78   | 84   |

## Экономика

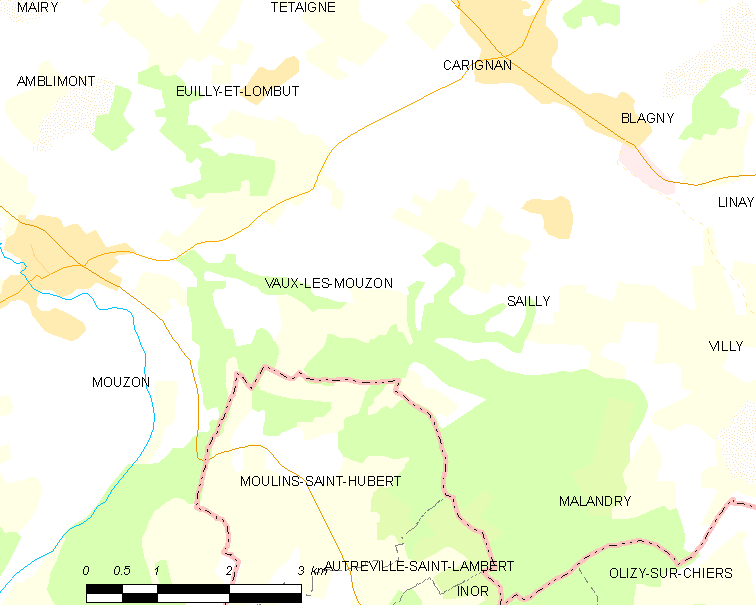
Карта коммуны

В 2007 году среди 55 человек в трудоспособном возрасте (15—64 лет) 41 были экономически активными, 14 — неактивными (показатель активности — 74,5 %, в 1999 году было 58,0 %). Из 41 активных работали 35 человек (20 мужчин и 15 женщин), безработных было 6 (4 мужчины и 2 женщины). Среди 14 неактивных 4 человека были учениками или студентами, 4 — пенсионерами, 6 были неактивными по другим причинам.

## Награды
- Военный крест (1914—1918). Указ от 12 августа 1920 года.